# Monterey Pop
Monterey Pop és una pel·lícula de concerts estatunidenca del 1968 de D. A. Pennebaker que documenta el Festival Internacional de Pop de Monterey de 1967. Entre els diversos operadors de càmera de Pennebaker hi havia altres cineastes de documentals Richard Leacock i Albert Maysles. El pintor Brice Marden té un crèdit d'"assistent de càmera". Els títols de la pel·lícula van ser de l'il·lustrador Tomi Ungerer. Els intèrprets principals foren Big Brother and the Holding Company amb Janis Joplin, Jefferson Airplane, Hugh Masekela, Otis Redding, Ravi Shankar, the Mamas and The Papas, the Who i the Jimi Hendrix Experience, i Jimi Hendrix va incendiar la seva guitarra, la van trencar a l'escenari i després van llançar el coll de la seva guitarra entre la multitud al final de "Wild Thing".
El 2018, la Biblioteca del Congrés dels Estats Units va seleccionar la pel·lícula per a la seva conservació al National Film Registry dels Estats Units com a "important cultural, històrica o estètica".

## Intèrprets i cançons
Cançons que apareixen a la pel·lícula, per ordre d'aparició:
1. Scott McKenzie – "San Francisco (Be Sure to Wear Flowers in Your Hair)"*
2. The Mamas and The Papas – "Creeque Alley"*  i "California Dreamin'"
3. Canned Heat – "Rollin' and Tumblin'"
4. Simon & Garfunkel – "The 59th Street Bridge Song (Feelin' Groovy)"
5. Hugh Masekela – "Bajabula Bonke (The Healing Song)"
6. Jefferson Airplane – "High Flying Bird" i "Today"
7. Big Brother and the Holding Company – "Ball and Chain"
8. Eric Burdon & The Animals – "Paint It Black"
9. The Who – "My Generation"
10. Country Joe and The Fish – "Section 43"
11. Otis Redding (amb el suport de Booker T. & the M.G.'s) – "Shake" i "I've Been Loving You Too Long"[2]
12. The Jimi Hendrix Experience – "Wild Thing"
13. The Mamas and the Papas – "Got a Feelin'"
14. Ravi Shankar – "Dhun" ("Dadra and Fast Teental") (maltitulat com "Raga Bhimpalasi")

*  - Versió d'estudi, reproduïda sobre imatges de pel·lícula de l'activitat prèvia al concert.
L'ordre d'actuació de la pel·lícula es va reordenar a partir de l'ordre d'aparició al festival. A més, molts artistes que van aparèixer al festival no van ser inclosos en el tall original de la pel·lícula.

## Producció
L'American Broadcasting Company va oferir un avançament de 200.000 dòlars per fer una pel·lícula sobre el Monterey Pop Festival per a la seva nova sèrie ABC Movie of the Week. Tanmateix, Monterey Pop mai es va emetre a ABC, una decisió presa per Thomas W. Moore, el cap d'ABC en aquell moment i, segons Lou Adler, "un cavaller del sud molt conservador". "Li vam mostrar a Jimi Hendrix fornicant amb el seu amplificador i li vam dir 'Què en penses?' ", recorda Adler. "I ell va dir: 'Guarda't els diners i marxa'. Va dir 'No a la meva cadena.' "
Monterey Pop es va rodar amb pel·lícula de 16 mm augmentada fins a 35 mm per a l'estrena en cinemes. El director D. A. Pennebaker va dir que va gravar l'àudio en un magnetòfon de 8 canals prestat per the Beach Boys. L'estrena de la pel·lícula va utilitzar una banda sonora de quatre canals que incloïa de dos a tres minuts de rudimentari so envoltant. La reducció de soroll Dolby es va afegir l'any 1978 quan es van gravar noves impressions de la pel·lícula.
Després que Leacock-Pennebaker, la productora original, es dissolgués el 1970, Pennebaker Associates va adquirir els drets de la pel·lícula.

## Vídeo casolà
Quan Sony Video va estrenar Monterey Pop en videocassette el 1986, Pennebaker va crear tres màsters de cintes d'una polzada tallades a partir d'un negatiu de 16 mm que tenia "tiratge per immersió", un procés en què les esponges eliminen partícules i també col·loca un producte químic d'assecat ràpid a la pel·lícula que omple les ratllades. En un remix digital per al vídeo, Pennebaker va eliminar la pista envoltant de l'estrena al cinema i va barrejar la pista de diàleg central als canals estèreo esquerre i dret. No es va utilitzar Dolby, tot i que el llançament de vídeo inicial de Sony va indicar el contrari sense voler a l'embalatge.
El 2002, Monterey Pop es va publicar en DVD com a part d'una caixa de The Criterion Collection, The Complete Monterey Pop Festival, que també inclou els curtmetratges de Pennebaker Jimi Plays Monterey (1986) i Shake! Otis at Monterey (1986), així com dues hores d'actuacions, incloses algunes de bandes no vistes a la pel·lícula original. La caixa es va tornar a estrenar el 2009 en Blu-ray. Per a aquesta edició, les bandes sonores van ser remesclades en 5.1 Surround Sound per Eddie Kramer

## Influència

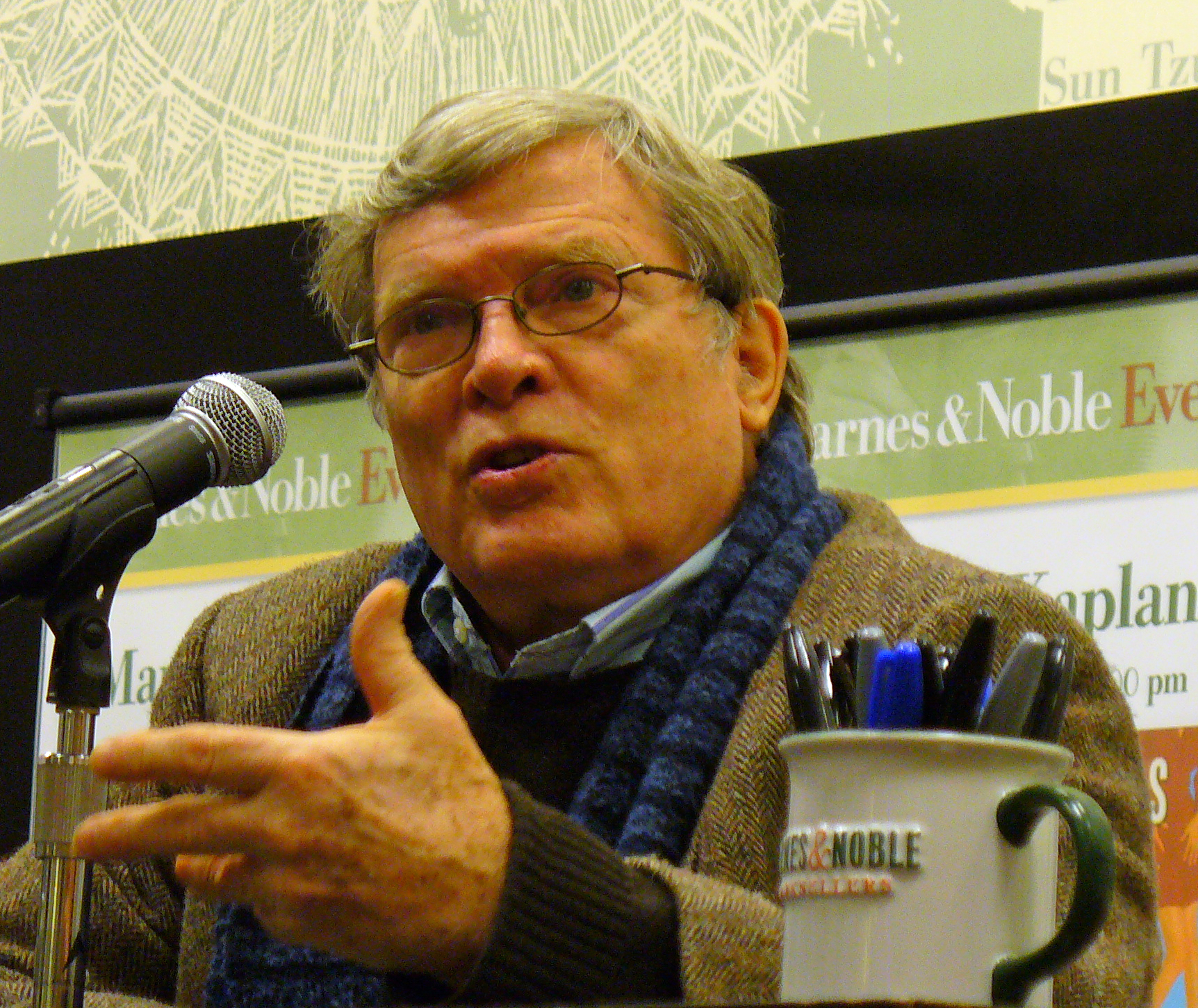
D. A. Pennebaker

El crític de rock Robert Christgau considera Monterey Pop el millor dels documentals de concerts de la dècada de 1960, dient: "[L]a música i els seus... celebrants són com un secret meravellós, meravellós perquè tot i que tothom ho sap, encara ofereix l'emoció del descobriment. Presentada l'any 1968, la visió de Pennebaker de l'esdeveniment de 1967 va ser fonamental per convèncer els organitzadors i participants potencials que la música era la manera més saludable de cristal·litzar l'energia d'una contracultura que aleshores semblava feliçment inevitable i perillosament combatuda."
El director de la Nouvelle Vague Jean-Luc Godard va quedar tan entusiasmat amb l'actuació de Jefferson Airplane a Monterey Pop que més tard el 1968 es va proposar fer una pel·lícula mai acabada titulada One A.M. (per a "One American Movie") en col·laboració amb Pennebaker i Leacock. Godard va rodar una seqüència d'Airplane (inclòs al DVD Fly Jefferson Airplane de 2004), que es reproduïa al migdia d'un dia laborable al terrat d'un hotel de Nova York davant de les oficines de Leacock-Pennebaker, amb la torre del Rockefeller Center al fons. Atrets pel volum extremadament alt de la música, la policia va arribar i va posar fi al rodatge.
La projecció de Monterey Pop als cinemes va ajudar a elevar el festival a un estatus mític, va augmentar ràpidament les files dels aspirants a festivals que buscaven el proper festival i va inspirar nous emprenedors a muntar-ne cada cop més arreu del país.
El 1969, Michael Lang i Artie Kornfeld van presentar una idea per a un estudi de gravació a Woodstock (Nova York), als empresaris John P. Roberts i Joel Rosenman. En el documental Woodstock: Now and Then, Rosenman va dir que la proposta suggeria que l'estudi fomentaria concerts ocasionals de rock a la ciutat. Rosenman havia vist Monterey Pop el dia abans de reunir-se amb Lang i Kornfeld i, impressionat per la pel·lícula, va acceptar amb Roberts finançar a Lang i Kornfeld en un esforç que es va transformar en el Festival de Woodstock de 1969.